# Elymiotis corana
Elymiotis corana är en fjärilsart som beskrevs av William Schaus 1928. Elymiotis corana ingår i släktet Elymiotis och familjen tandspinnare. Inga underarter finns listade i Catalogue of Life.